# Adick Koot
Adick Koot (født 16. august 1963 i Eindhoven, Holland) er en hollandsk tidligere fodboldspiller (midterforsvarer).
Koot spillede otte sæsoner hos PSV Eindhoven, og var med til at vinde fem hollandske mestesrkaber, tre pokaltitler samt en udgave af Mesterholdenes Europa Cup. Han sad på bænken hele kampen i Mesterholdenes Europa Cup finale 1988, som PSV vandt over portugisiske Benfica efter straffesparkskonkurrence.
Senere i karrieren repræsenterede Koot også de franske klubber Cannes og Lille.
Koot spillede i perioden 1988-89 tre kampe for Hollands landshold, heriblandt en VM-kvalifikationskamp mod Wales.

## Titler
Æresdivisionen
- 1985, 1988, 1989, 1991 og 1992 med PSV Eindhoven

KNVB Cup
- 1988, 1989 og 1990 med PSV Eindhoven

Mesterholdenes Europa Cup
- 1988 med PSV Eindhoven